# Hypolycaena dictaea
Hypolycaena dictaea är en fjärilsart som beskrevs av Felder 1865. Hypolycaena dictaea ingår i släktet Hypolycaena och familjen juvelvingar. Inga underarter finns listade i Catalogue of Life.

## Bildgalleri

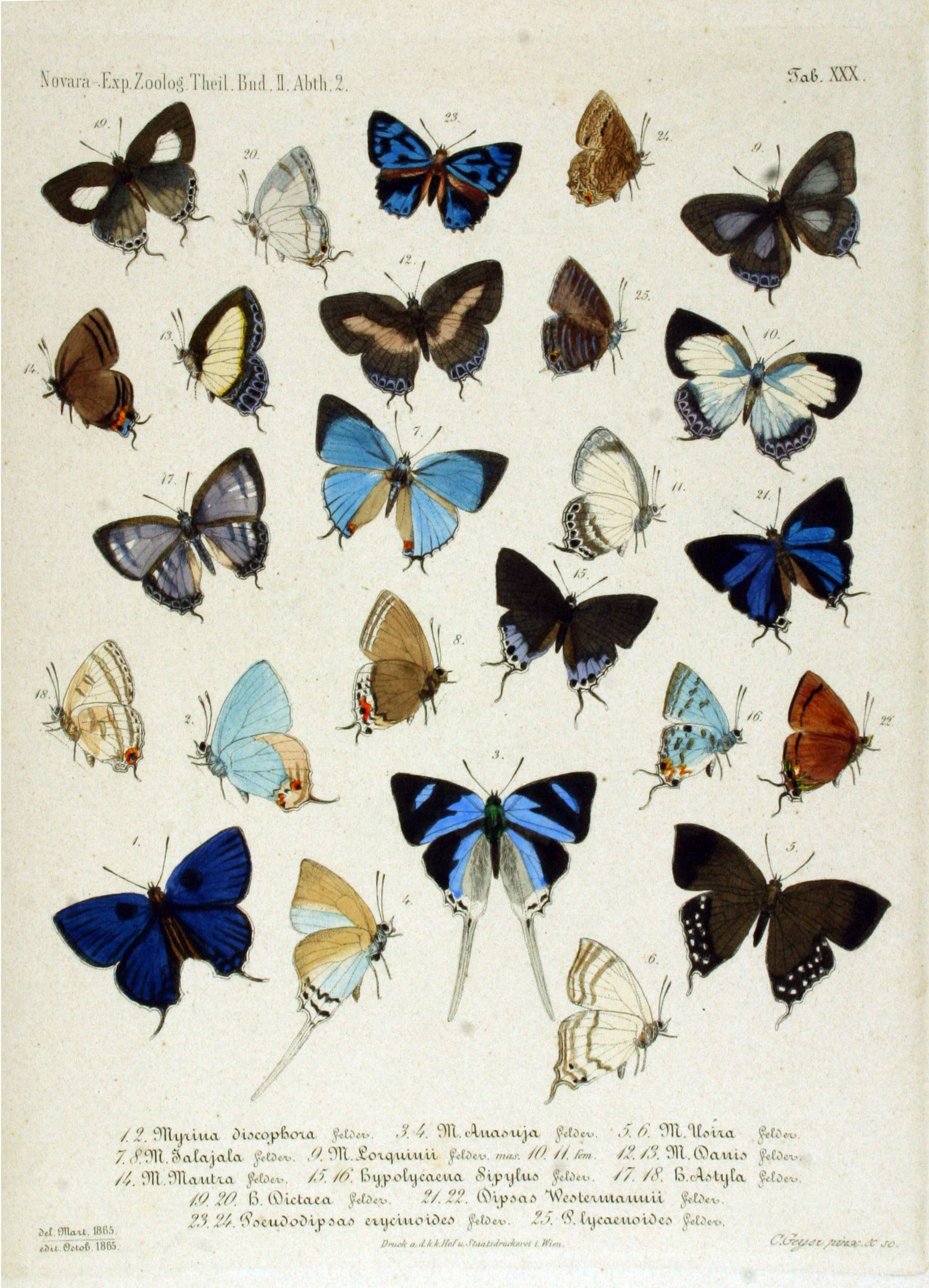